# Акоста, Хуан
Хуан Леопольдо Акоста Умасабаль (исп. Juan Leopoldo Acosta Umazabal; 16 апреля 1907, Сантьяго — 20 сентября 1994, Сантьяго) — чилийский бегун-марафонец. Выступал на международном уровне в 1930-х годах, член сборной Чили на летних Олимпийских играх в Берлине.

## Биография
Хуан Акоста родился 16 апреля 1907 года в Сантьяго, Чили.
Наиболее значимое его выступление в спорте состоялось в 1936 году, когда он вошёл в основной состав чилийской сборной и в числе 40 других спортсменов удостоился права защищать честь страны на летних Олимпийских играх в Берлине. Стартовал здесь в марафоне, но финишировать не смог — на определённом этапе сошёл с дистанции, не показав никакого результата.
Какие-либо другие соревнования с участием Акосты в базе данных World Athletics не приводятся.
Умер 20 сентября 1994 года в Сантьяго в возрасте 87 лет.